# Onkel Dagobert – Sein Leben, seine Milliarden

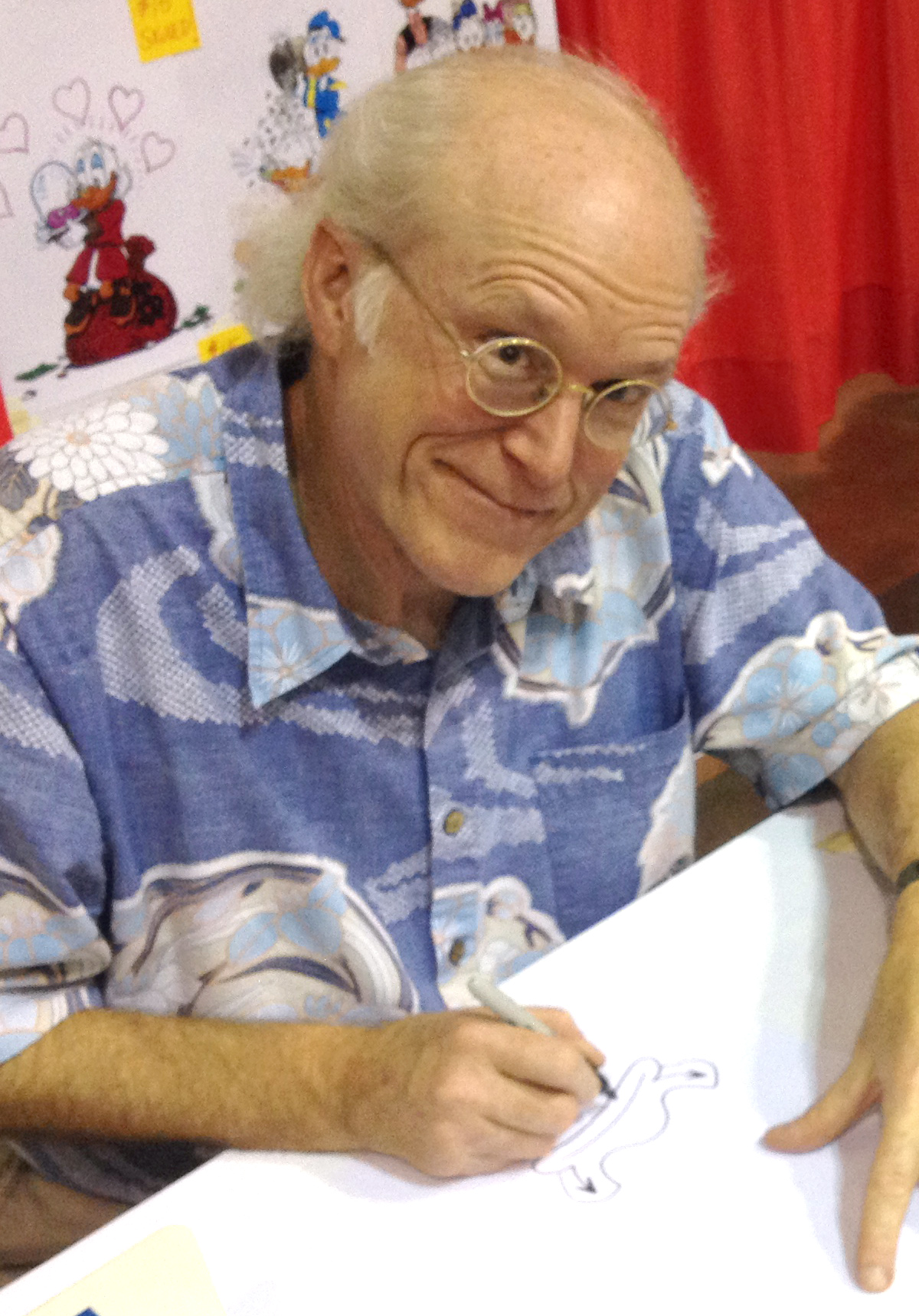
Don Rosa, der Autor von Onkel Dagobert – Sein Leben, seine Milliarden

Onkel Dagobert – Sein Leben, seine Milliarden (im Original: The Life and Times of Scrooge McDuck) ist ein Comic des Comicautors und -zeichners Don Rosa. In zwölf Hauptkapiteln auf 212 Seiten wird die umfangreiche Lebensgeschichte des fiktiven Fantastilliardärs Dagobert Duck in den Jahren 1867 bis 1947 beschrieben. Die Handlung beruht in großen Teilen auf Andeutungen und Indizien zu Dagobert Ducks Leben in den Geschichten von Carl Barks, der die Figur erfunden hat.
Das Werk, das in den Jahren 1991 bis 1994 entstand, gilt als das Opus magnum von Don Rosa und wurde 1995 mit dem Eisner Award ausgezeichnet.

## Handlung

### Frühe Kindheit
Die Handlung beginnt einen Tag vor Dagoberts zehntem Geburtstag 1877 in Schottland. Dort wächst Dagobert in einer verarmten schottischen Adelsfamilie auf, die aus Vater Dietbert, dessen Bruder Jakob, Mutter Dankrade, Dagobert und seinen beiden jüngeren Schwestern Mathilda und Dortel besteht. Die Familie hat schon lange ihren Stammsitz, die Duckenburgh, zu Gunsten eines Wohnsitzes in Glasgow verlassen.
Der Junge erhält zum zehnten Geburtstag von seinem Vater einen Schuhputzkasten, mit dem er seinen ersten Zehner verdient. In der folgenden Zeit erarbeitet er sich auch mit dem Verkauf von Torfblöcken zum Heizen weiteres Geld. Währenddessen gelingt es ihm, die Whiskervilles, einen verfeindeten Clan, vom McDuckschen Familienstammsitz zu vertreiben. Als er genug verdient hat, folgt er mit 13 Jahren seinem Onkel Diethelm nach Amerika. Dabei verbringt er die Überfahrt als Schiffsjunge auf einem Viehtransporter.

### Abenteuer in Amerika
Mit Diethelm bereist Dagobert den Mississippi auf der Suche nach einem gesunkenen Dampfer namens Drennan Whyte und macht dabei Bekanntschaft mit den Panzerknackern (den Vätern und dem Großvater der heutigen Panzerknacker), die im Auftrag des Gauners Peristaltus Pork, eines Kontrahenten von Diethelm, arbeiten. In dieser Geschichte erhalten die Panzerknacker auch ihren Namen, als Dagobert sie nach dem Diebstahl eines Panzerschranks als Panzerschrankknacker bezeichnet. Die beiden Ducks treffen auf Dankwart Düsentrieb, Daniel Düsentriebs Großvater, der daraufhin als Maschinist auf ihrem Dampfer anheuert.
Nachdem sich sein Onkel zur Ruhe gesetzt hat und sich ganz dem Schreiben von Groschenheften widmet, übernimmt Dagobert den Dampfer. Finanziell bringt ihn dies nicht weiter, weshalb er sich als Cowboy in den Weiten Montanas versucht. Dabei macht er viele Erfahrungen und trifft in den Dakota Badlands auf den späteren US-Präsidenten Theodore Roosevelt, der ihm wichtige Ratschläge mitgibt. Als die Zeit der Cowboys zu Ende geht, wird er von seinem Arbeitgeber Murdo McKenzie notgedrungen entlassen. Bei seiner folgenden Suche nach Silber stößt er auf eine Kupferader, die sich durch die Einführung der Elektrizität und die damit verbundene Nachfrage als Goldgrube entpuppt. Durch ein altes Minengesetz gelangt er in den Besitz einer ganzen Kupfermine, die zuvor Kuno Klever, dem Vater seines späteren Rivalen Klaas Klever, gehört hat. Dieser hat ihn unterstützt, weil er Gefallen an dem jungen Kupfergräber gefunden hat und sich selbst für „reich genug“ hielt.

### Kurzzeitige Heimkehr
Nach fünf Jahren kehrt Dagobert erstmals zurück nach Schottland. Da seine Familie die Grundsteuer für das Schloss nicht bezahlen konnte, soll es nun gepfändet und an die Whiskervilles verkauft werden. Um dies zu verhindern, verkauft Dagobert seine Kupfermine für 10.000 Dollar. Damit bezahlt er die Steuern, sodass das Schloss im Besitz der Familie bleibt. Bei einem Duell mit Argus Whiskerville wird Dagobert allerdings von einem Blitz getroffen, fällt in den Burggraben und wird bewusstlos. Im Jenseits entscheidet der „Rat der Ducks“ jedoch, ihm noch eine Chance zu geben, das für ihn im „Buch der Ducks“ vorgezeichnete Schicksal zu erfüllen, und schickt ihn zurück auf die Erde.

### Weitere Reisen
In Transvaal macht sich Dagobert auf die Suche nach Gold und Diamanten, kann aber kein größeres Vermögen anhäufen. Stattdessen lernt er seinen späteren Rivalen Mac Moneysac kennen und wird von diesem überlistet, kann jedoch wenig später Rache nehmen.
Kurz darauf reist er wieder nach Amerika, um nahe dem Ort Windy City nach Gold zu graben. Auch hier gelingt es ihm nicht, reich zu werden. Er schickt allerdings seiner Familie genug Geld, damit diese wieder in der Duckenburgh leben kann.
Als er anschließend beim Goldrausch in Australien sein Glück sucht, trifft er im Outback auf einen Aborigine und hilft diesem im Kampf gegen einen Räuber. Die Möglichkeit, dem Aborigine selbst den geretteten wertvollen Opal zu stehlen, nimmt er nicht wahr. Kurze Zeit später gelingt es jenem, die Traumpfade zu lesen, uralte Prophezeiungen, die auf Höhlenwände gemalt sind. Dagobert wird dort vorhergesagt, dass er im Norden, am Yukon, Erfolg haben wird.

### Goldsuche am Klondike
Am Yukon River kommt er gerade rechtzeitig zum Goldrausch in Alaska und Kanada an. Über Skagway und den Chilkoot Pass gelangt er nach Dawson. In der Nähe, an einem Nebenfluss des Klondike im White Agony Creek, steckt er sich einen Claim ab. Hier macht er sich einen Namen als Knauser und Geizhals, findet das „Straußeneinugget“, ein großes Goldnugget, und verdient schließlich seine erste Million. Er lernt auch die Barsängerin Nelly, genannt der „Stern des Nordens“, kennen. Sie ist die erste, für die er Gefühle hegt. Gleichzeitig muss er sich mit vielen Claimräubern und Betrügern herumschlagen. Zu dieser Zeit erreicht ihn auch die Nachricht vom Tod seiner Mutter.
Nachdem er seinen Claim ausgebeutet hat, wird er Bankier, und durch Investitionen innerhalb der nächsten fünf Jahre zum Milliardär.

### Rückkehr nach Schottland und Umzug nach Entenhausen
Als Dagobert nach Schottland zurückkehrt, hat er sich reichlich verändert: Er ist nicht mehr der aufstrebende junge Dagobert, sondern ein knallharter Geschäftsmann und wird von den Bewohnern nicht sehr freundlich aufgenommen. Auch seine Mühen, von den Schotten als einer der ihren anerkannt zu werden, sind vergeblich. Er beschließt, mit seinen Schwestern nach Amerika zurückzukehren und ein Stück Land zu besiedeln, das Fort Entenhausen, welches er von Emanuel Erpel, dem Enkel des Stadtgründers Emil Erpel, gekauft hat. Dagoberts Vater verstirbt – von Dagobert unbemerkt – am Tag der Abreise.
In Entenhausen begegnet Dagobert der Familie Duck, deren Sohn Degenhard Dagoberts Schwester Dortel heiratet (aus dieser Verbindung geht später Donald Duck hervor). Er trifft, nach mittlerweile 22 Jahren, die Panzerknacker wieder, die ihn erneut ausrauben wollen. Dazu wird er auch noch von der amerikanischen Armee angegriffen, da Präsident Roosevelt durch ein Missverständnis der Meinung ist, ein schottischer Milliardär würde eine Militärbasis in der Stadt errichten. Jedoch kann dies ausgeräumt werden, auch weil die beiden einander kennen, und die Panzerknacker werden gemeinsam in die Flucht geschlagen. Um seine damals acht Fässer Gold – seine erste Milliarde – zu schützen, baut er den riesigen Geldspeicher anstelle des alten Forts Entenhausen.

### Weg zum reichsten Mann der Welt
Nach sieben weiteren Jahren, in denen Dagobert seinem Ziel, reichster Mann der Welt zu werden, immer näher rückt, nimmt er seine Schwestern, die sich seitdem um die Verwaltung seiner Gelder in Entenhausen gekümmert haben, mit auf seine Reisen. Nachdem Dagobert das Dorf eines Afrikanerstammes niederbrennen lässt, der ihm sein Land nicht verkaufen will, verlassen ihn seine Schwestern enttäuscht und kehren zurück nach Entenhausen. Dagobert bereut und will seinen Schwestern ursprünglich folgen, doch durch einige lohnende Geschäfte auf dem Weg, die er sich nicht entgehen lassen will, gerät das Vorhaben in Vergessenheit.
Da sich ständig weitere Erfolge ergeben, kehrt er erst nach 23 Jahren im Jahr 1930 nach Entenhausen zurück. Dagobert beschäftigt sich inzwischen nur noch mit der Vergrößerung seines Vermögens und interessiert sich nicht für seine Verwandten, die sich auf das Wiedersehen gefreut haben. Dagobert hat es geschafft, der reichste Mann der Welt zu werden, vergrault jedoch seine Familie. Dafür bekommt er bei seinem ersten Treffen mit dem jungen Donald von diesem einen Tritt in den Hintern verpasst.

### Begegnung mit Donald und Tick, Trick und Track
Das letzte Kapitel spielt 17 Jahre später im Jahr 1947. Dagobert lebt inzwischen seit Jahren verbittert und zurückgezogen in seiner Villa. Was aus seinem ehemaligen Vermögen wurde, ist unbekannt, sein Imperium hat er fünf Jahre zuvor aufgelöst, weil niemand seines Erbes würdig schien.
Am Weihnachtstag ebendieses Jahres fühlt sich Dagobert einsam und lässt seinen (inzwischen erwachsenen) Neffen Donald und dessen Neffen Tick, Trick und Track kommen. Weil Donald die Geschichten aus Dagoberts Leben für erfunden hält, zeigt ihm Dagobert, was wirklich in seinem alten Bürogebäude lagert: Ein großer Speicher mit all dem Geld, das er selber verdient hat. Jede Münze ist mit Erinnerungen an sein Leben verbunden. Nachdem die Panzerknacker den Geldspeicher überfallen, kann Dagobert sie zusammen mit Donald und dessen Neffen besiegen. In seinen Verwandten sieht Dagobert die Familie, die er nie hatte, und erkennt, dass er seine letzten Jahre vertan hat. Allerdings fühlt er sich zu alt und zu erschöpft, um wieder aktiv zu werden. Als Donald seinen Neffen vorhält, dass sie „den armen alten Mann ganz aufgebracht“ hätten, erwidert Dagobert den Tritt in den Hintern, den Donald ihm vor 17 Jahren verpasst hatte. Nun fühlt er sich wieder frisch und energiegeladen. Er wird motiviert, wieder zu handeln und neue Abenteuer zu erleben.

## Kapitel

### Hauptkapitel
| Nr. | Originaltitel                     | Deutscher Titel                                                                                              | Zeit der Handlung |
| --- | --------------------------------- | --- | ----------------- |
| 01. | The Last of the Clan McDuck       | Der Letzte aus dem Clan der Ducks                                                                            | 1877–1880         |
| 02. | The Master of the Mississippi     | Der Herr des Mississippi                                                                                     | 1880–1882         |
| 03. | The Buckaroo of the Badlands      | Der Held der Badlands                                                                                        | 1882              |
| 04. | Raider of the Copper Hill         | Der Kupferkönig/ Der Kupferkönig von Montana/ Der Bezwinger des Kupferbergs                                  | 1884/1885         |
| 05. | The New Laird of Castle McDuck    | Der Retter der Duckenburgh                                                                                   | 1885              |
| 06. | The Terror of the Transvaal       | Der Schrecken von Transvaal                                                                                  | 1887–1889         |
| 07. | Dreamtime Duck of the Never Never | Der Jäger des heiligen Opals/ Der Traumzeitwandler des Never Never                                           | 1893–1896         |
| 08. | King of the Klondike              | Der Einsiedler am White Agony Creek/ Der König des Klondike                                                  | 1896/1897         |
| 09. | The Billionaire of Dismal Downs   | Der Milliardär im Hochmoor                                                                                   | 1898–1902         |
| 10. | The Invader of Fort Duckburg      | Der Herrscher über Entenhausen/ Der Eroberer von Fort Entenhausen                                            | 1902              |
| 11. | The Empire-Builder from Calisota  | Der Geschäftsmann ohne Gewissen/ Der gewissenlose Geschäftsmann aus Entenhausen/ Der Großmagnat aus Calisota | 1909–1930         |
| 12. | The Richest Duck in the World     | Der Einsiedler der Villa Duck                                                                                | Weihnachten 1947  |

### Zusatzkapitel
Später schrieb Don Rosa weitere Geschichten, die Episoden aus der Lebensgeschichte von Dagobert Duck erzählen.
- 3B Abenteuer auf Java/Der Cowboy-Käpt’n der Cutty Sark (The Cowboy Captain of the Cutty Sark)
Dagobert reist auf der Cutty Sark als Cowboy nach Java, um dort Stiere für ein traditionelles Stierrennen abzuliefern. Dabei gerät er in die Streitigkeiten zwischen zwei Sultanen und erlebt den Ausbruch des Danan auf Krakatau mit. Der Kapitän der Cutty Sark ist laut Zeichner nur ansatzweise dem von Gregory Peck gespielten Kapitän Ahab aus Moby-Dick nachempfunden.
- 6B Der Rächer von Windy City (The Vigilante of Pizen Bluff)
Die Geschichte erzählt von der Zeit, als Dagobert in Windy City nach Gold sucht. Dort trifft er auf Geronimo, Buffalo Bill, Annie Oakley und P. T. Barnum. Gemeinsam treten sie in einem typischen Westerncomic gegen die Gebrüder Dalton an. Diesen „Fakt“ aus Barks’ Der arme reiche Mann („Only a poor old Man“, 1952) hatte Don Rosa in der Hauptreihe ausgelassen, das Versäumnis holt er hier nach.
- 8B Die Gefangene am White Agony Creek (The Prisoner of White Agony Creek)
Nachdem Nelly versucht hat, Dagobert sein Straußeneinugget zu stehlen, entführt er sie auf seinen Claim. Er will ihr zeigen, wie hart die Goldgräber für ihren Lohn arbeiten müssen. Im Auftrag von Dagoberts Rivalen Shandy Schofel versuchen Wyatt Earp, Bat Masterson und Richter Roy Bean Nelly zu befreien. Dagobert kann sie zurückschlagen und auch den Versuch von Sundance Kid und Butch Cassidy, Nelly zu entführen und das Nugget zu stehlen, vereiteln. Nelly erkennt, dass Dagobert ein hartes Leben führt. Nachdem sie einen weiteren Tag zusammen verbracht haben, will Dagobert sie für die Anstrengungen bezahlen, doch sie lehnt ab. Die Geschichte beruht auf vier Seiten der Geschichte Wiedersehn mit Klondike („Back to the Klondike“, 1953) von Carl Barks, die von dieser Begebenheit erzählen. Jedoch wurden diese Seiten entfernt und erst wesentlich später veröffentlicht.
- 8C Verschwörung der Gauner/Die zwei Herzen des Yukon (Hearts of the Yukon)
Während Dagoberts Zeit am Klondike kommt es im Winter zu einer Hungersnot in Dawson. Als der Oberst Sir Samuel Benfield Steele zusammen mit dem Regimentsschreiber Jack London in die Stadt kommt, um Ordnung zu schaffen, wird Dagobert von der Gaunerschaft der Stadt bei ihm für die Verbrechen verantwortlich gemacht. Als sich jedoch keiner von ihnen traut, Anzeige zu erstatten, zeigt Nelly Dagobert wegen ihrer Entführung an, in der Hoffnung, ihm gegenübergestellt zu werden. Dagobert kann sich, unterstützt von Emanuel Erpel, erst von den Vorwürfen befreien, als er Nelly (scheinbar) vor einem Brand rettet, dem unter anderem auch ihr Saloon zum Opfer fällt. Sie lässt ihm daraufhin einen Brief zustellen, in dem sie ihm ihre Gefühle offenbart, den Dagobert jedoch ungeöffnet fortwirft.
- 10B Der Jaguargott von Culebra/Der Fuchs vom Culebra Cut (The Sharpie of the Culebra Cut)
Dagobert reist mit seinen Schwestern 1906 nach Panama, um dort eine sagenhafte Mine der Guaymí-Indianer zu finden. Zu dieser Zeit wird in der Region der Panama-Kanal von den Amerikanern gebaut, wobei auch Präsident Roosevelt anwesend ist. Mit diesem schließt Dagobert einen Vertrag, dass dieser den Berg mit der Mine erhält, sobald das Gold abgebaut ist. Sie wollen nun gemeinsam und im Geheimen nach Gold graben, da General Esteban von Panama einen Putsch plant und der „Roosevelt-Duck-Vertrag“ für ihn ein Anlass wäre. Als Dagobert und Roosevelt einen alten Schatz im Berg finden, kommt es doch zum Putschversuch, der aber vereitelt wird. Dagobert verkauft den dann verschütteten Schatz an Roosevelt für den ersten Teddybären, da seine Schwestern wegen einer Ohnmacht Dagoberts den Preis bestimmen können.

### Bonusgeschichten
Die folgenden Geschichten gehören nicht zur eigentlichen Reihe, beziehen sich aber auf diese und werden häufig mitveröffentlicht.
- 0 Das Geheimnis des Glückszehners/Zehnerjagd zwischen den Zeiten (Of Ducks, Dimes and Destinies)
Diese Geschichte wird oft auch als Kapitel bzw. Band 0 der Reihe bezeichnet. In älteren Ausgaben galt sie als Zusatzkapitel, allerdings entstand sie vor der Reihe und war nie als Teil dieser gedacht, daher ist eine Bezeichnung als Bonusgeschichte treffender. Die Handlung erzählt, dass Dagobert seine erste Münze in Wirklichkeit von der Hexe Gundel Gaukeley erhalten hat, die ihm mit Hilfe einer Zeitreise den Zehner stehlen wollte. Es wird ferner erklärt, dass die Münze ursprünglich von seinem Vater als erster Lohn für ihn gedacht war. Es sollte eine ausländische (daher in Schottland wertlose) Münze sein, um dem jungen Dagobert zu zeigen, wie leicht man betrogen werden kann, und um dessen Ehrgeiz zu wecken, ein Geschäftsmann zu werden.
- Der letzte Schlitten nach Dawson 
Dagobert erhält die Nachricht, dass eine Markierung, mit der er in seiner Jugend einen in eine Gletscherspalte gestürzten Hundeschlitten markiert hat, kurz davor ist, in einen Fluss zu fallen. In Dawson trifft er auf Nelly und auch auf Schoffel, der annimmt, dass sich Gold und andere Kostbarkeiten auf dem Schlitten befinden und versucht ihn Dagobert abzujagen. Schlussendlich stellt sich heraus, dass sich auf dem Schlitten nur wertlose Kleidungsstücke und Goldgräberausrüstung befinden. Dagobert wollte Nelly nur die damals gekauften Pralinen überreichen. In einer Rückblende ist zu sehen, wie Dagobert Duck den Glatzenkogel von Emil Erpel kauft.
- Lebensträume 
Die Panzerknacker dringen durch eine Maschine in Dagoberts Träume ein, um an die Tresorkombination zu kommen. Überrascht stellen sie fest, dass Dagobert nicht von Gold und Schätzen träumt, sondern von den Abenteuern seiner Jugend. Es folgt eine Hetzjagd durch die verschiedenen Stationen seiner Vergangenheit.

## Konzeption
Dem ersten Kapitel ist eine Einführungsseite vorangestellt, in der man Dagobert in seinem Geld baden sieht. Die Frage, wie er dieses Geld verdient hat und wie sein Leben verlaufen ist, steht in den Einzelveröffentlichungen in sechs Bänden jedem Band vor.
Jedes Kapitel des Hauptwerks beschäftigt sich mit einer Station in Dagoberts Leben und spielt an einem Ort; auf die Reisen wird nur am Anfang und am Ende der Handlung eingegangen. Die Ausnahme bildet dabei das elfte Kapitel, das von Dagoberts Reisen berichtet, nachdem er sich in Entenhausen niedergelassen hat. Es erzählt viele kleine Episoden und beinhaltet aufgrund dessen die meisten Anspielungen auf Geschichten von Barks.
Jede Episode beginnt mit einer Seite aus dem Familienalbum, auf der Bilder und Gegenstände zu finden sind, die sich auf das Kapitel beziehen. So soll dem Leser vermittelt werden, dass es sich um die Erzählung längst vergangener Ereignisse handelt. Zu Beginn des Kapitels Der Jäger des heiligen Opals weist die Albumseite auch auf Dagoberts Aufenthalt in Windy City hin, der sonst im Hauptwerk nicht erwähnt wird. Im elften Kapitel sieht man dann im ersten Bild, wie Mathilda das Familienalbum weglegt. Das soll den Verlust des Vertrauens in ihren Bruder symbolisieren. Im letzten Kapitel wurde das Familienalbum durch Geld ersetzt, da Geld zu diesem Zeitpunkt alles in Dagoberts Leben ersetzt hat.
Wie immer bei Don Rosa ist in allen Kapiteln die kleine Widmung D.U.C.K, in manchen auch Micky Mäuse versteckt. Die Widmung ist eine Abkürzung für  Dedicated to Uncle Carl from Keno, eine Widmung an Carl Barks; Keno ist einer der Vornamen von Don Rosa.
Die Zusatzkapitel sind anders konzipiert als die Hauptkapitel. Jedes Zusatzkapitel (mit Ausnahme von Die zwei Herzen des Yukon) ist in eine Rahmensequenz eingebettet. In dieser Rahmensequenz, die in der Gegenwart spielt, arbeitet Donald im Tresorraum des Geldspeichers und legt dabei Dagoberts alte Truhe mit Souvenirs frei. Tick, Trick und Track stellen eine Frage zu einem bestimmten Souvenir, worauf Dagobert zu erzählen beginnt beziehungsweise sich in seinen Gedanken an die Geschichte erinnert.

## Entstehung
Als Don Rosa 1991 an Das Geheimnis des Glückszehners arbeitete, beauftragte der dänische Egmont-Verlag ihn damit, Ordnung in Dagobert Ducks Leben zu bringen. Er sollte die Geschichte erzählen, wie aus dem letzten männlichen Nachfahren der verarmten schottischen McDucks der reichste Mann der Welt wurde.
Ursprünglich wollte Don Rosa im ersten Kapitel auch von der Familiengeschichte der McDucks von 400 n. Chr. an erzählen, um so auch die von Barks erwähnten Vorfahren Dagoberts mit einbauen zu können. Zudem wollte er der Familie eine bedeutende Rolle in der schottischen Geschichte geben. Doch diese Idee wurde von seinem Redakteur Byron Erickson verworfen. Dennoch baute Rosa viele Vorfahren, vorrangig als Geister, mit in die Handlung ein. Die beiden Schwestern Dagoberts, Dortel und Mathilda, traten zuvor noch nie in einem Comic auf. Don Rosa entnahm sie dem Duckschen Familienstammbaum, den Barks in den 1950ern zum eigenen Gebrauch angefertigt hatte. Im Kapitel neun wurde das erste Mal in einer Disney-Geschichte der Tod einer Figur explizit bildlich dargestellt.
Für die amerikanische Ausgabe wurden im Kapitel Der Held der Badlands einzelne Bilder abgeändert. Die James-Bande durfte nicht mit Waffen auf andere zeigen, daher wurden diese in zeigende Finger umgezeichnet oder so verändert, dass sie in die Luft zeigen.
Nach der Fertigstellung des Hauptwerkes mit den zwölf Kapiteln begann Don Rosa, weitere Kapitel hinzuzufügen, die Lücken in der Biografie füllten. Die erste davon war Verschwörung der Gauner, da Rosa die Zeit Dagoberts am Klondike am liebsten mag. Die Geschichte sollte ursprünglich mehrere Teile haben und war vorgesehen für eine Jahrhundertfeier des Goldrausches am Yukon. Später schuf Rosa weitere Geschichten zu Dagoberts Leben, die auf Andeutungen aus Barksschen Geschichten beruhen, die er im Hauptwerk noch nicht behandelt hatte. So entstand unter anderem Der Rächer von Windy City. Die Geschichte Abenteuer auf Java aber beruht nicht auf Barksschen Fakten, sondern ist eine völlig eigene Schöpfung Rosas.

## Charakter Dagobert Ducks
Den Charakter von Dagobert Duck hat Don Rosa in seiner Version im Vergleich zu der von Carl Barks verändert. Da er „es nicht ertragen könnte, Geschichten zu schreiben über einen Typen, der ewig gierig ist“ wurde Dagobert bei ihm zu einem Sammler und Abenteurer, dessen Vermögen eine Erinnerung an die Erlebnisse seines Lebens, eine Trophäe, ist. Don Rosa hat so den Charakter Dagoberts dem eigenen angenähert. Don Rosa begreift Dagoberts Charakter als den eines Indiana Jones, mit dem er ihn häufig vergleicht.
Zudem wird Dagobert von Don Rosa, wie auch von Barks, immer wie ein Mensch behandelt.

## Hintergründe der Geschichten

### Verwendung der Geschichten von Barks
Die Comics des Zeichners Carl Barks, der Dagobert Duck 1947 erfunden hatte, dienten als Grundlage für Dagoberts Lebensgeschichte. Don Rosa durchsuchte sie auf Hinweise über Dagoberts Vergangenheit. Auch kleine Randbemerkungen bei Barks wurden so in Sein Leben, seine Milliarden eingearbeitet.
Die Kapitel beruhen auf einer oder mehreren Anspielungen oder Erwähnungen aus Barks’ Geschichten. So basiert das erste Kapitel auf Das Gespenst der Duckenburgh und Der Hund der Whiskerwilles. Auch kleinere Details der Handlung, wie Dagoberts Verkauf von Torf, sind aus Barksschen Geschichten entnommen, hier Der güldene Wasserfall. Im Kapitel neun spielt er zu Beginn auch auf eine lange nicht veröffentlichte Szene aus Barks’ Back to the Klondike an, in der Dagobert Nelly entführt. Dieser Begebenheit nimmt er sich später im Zusatzkapitel Die Gefangene am White Agony Creek wieder an. Auch übernimmt er hier Bilder aus Barks’ North of the Yukon und Only a Poor Man. Die meisten Verwendungen von Barksschen Fakten beinhaltet das Kapitel elf, da hier der Aufstieg Dagoberts zum reichsten Mann der Welt, der sich in 30 Jahren vollzog, in vielen kurzen Episoden dargestellt wird. Der Geschichte um Dagoberts Aufenthalt in Afrika und seine Verfluchung durch einen Medizinmann wurde dabei eine besondere Stellung eingeräumt. Die Begebenheit ergibt sich aus der Barksschen Geschichte Wudu-Hudu-Zauber oder Ein Zombie geht durch die Stadt, in der Dagobert in seiner Jugend als skrupellos und verbrecherisch dargestellt wird, was Rosa in seine Biografie einfließen ließ und erklärt. Barks zeichnete auch eine Geschichte, die nahezu komplett in Dagoberts Vergangenheit spielt: In Jugenderinnerungen geht es um ein Wettrennen mit den Vorfahren der Panzerknacker. Don Rosa bezieht sich in Kapitel zwei der Reihe auf diese Geschichte.
Das letzte Kapitel schließt an Barks’ erste Geschichte mit Dagobert Duck, Die Mutprobe, an. Auf die Ereignisse dieser Geschichte spielen auch Dagoberts Worte zu „dem Bären“ an. Jedoch zeichnete Don Rosa Dagobert in seiner modernen Erscheinung mit Backenbart und Zwicker anstatt mit Kinnbart und Bügelbrille, wie in der Barksschen Geschichte. Seine Kleidung wurde jedoch der aus Die Mutprobe angepasst.
Einige Hinweise aus Barks-Geschichten ignorierte Don Rosa allerdings auch. So beispielsweise Aussagen Dagoberts in der Geschichte Wudu-Hudu-Zauber (die wie alle im Jahr ihrer Entstehung spielen) von 1949, die im Widerspruch zu anderen Geschichten standen. So heißt es in Wudu-Hudu-Zauber, Dagobert sei vor 70 Jahren, also im Jahre 1879, in Afrika gewesen und habe dort seine zweite Milliarde gemacht. Allerdings war er da laut Rosas Zeitrechnung erst 12 Jahre alt und kann noch nicht am Klondike-Goldrausch teilgenommen haben (da der erst in den 1890er Jahren stattfand), wo er laut Der arme reiche Mann seine erste Million gemacht haben soll.

### Historische Persönlichkeiten und Ereignisse
Don Rosa lässt Dagobert auf viele bekannte Personen treffen, die tatsächlich in den betreffenden Zeiträumen gelebt haben, so im wilden Westen Murdo McKenzie, den damaligen Rinderbaron von Montana, die Jesse-James-Bande und den späteren US-Präsidenten Theodore Roosevelt. Die Genannten haben sich zu der Zeit auch tatsächlich dort aufgehalten. Später am Yukon trifft Dagobert auf Wyatt Earp, der in Nome einen Secound Class Saloon betrieben hat. In Verschwörung der Gauner treten Samuel Benfield Steele, der Mounty William Scarth, und Jack London, ein Autor, der über den Goldrausch schrieb, auf.
Einige Geschichten beruhen auf wahren Begebenheiten, wie der Streit um das Kupferbergwerk Anakonda im Kapitel Der Kupferkönig, das es tatsächlich gab. Der Entdecker eines kleinen Erzganges in der Nähe des Bergwerks meldete seinerzeit Ansprüche darauf an, und zwar auf der Grundlage eines Gesetzes von 1849, welches besagt, dass ein Erzgang demjenigen gehört, auf dessen Grund er am wenigsten tief verläuft. Das hat Don Rosa als Grundlage für die Handlung in diesem Kapitel benutzt. Bei Dagoberts Abreise von New York nach Schottland sieht man, wie im Hintergrund die Freiheitsstatue gebaut wird. Ebenso tritt Dagobert bei den wenig später folgenden Goldräuschen in Transvaal und im australischen Kalgoorlie-Boulder-Gebiet auf. Im elften Kapitel sieht man ihn beim russischen Zaren zum „Revolutionsausverkauf“, bei dem er Fabergé-Eier ersteht.

### Einflüsse von Filmen
Auch verwendete Don Rosa viele Filme als Vorlage. Teilweise parodierte er Film- oder Westernhelden. So kam die Idee für das fünfte Kapitel von dem Film Irrtum im Jenseits mit David Niven von 1946. In der Eingangsszene des zwölften Kapitels zitiert er den Film Citizen Kane. Doch sieht Don Rosa die Gemeinsamkeiten zwischen Kane und Dagobert nur oberflächlich. Bei der Gestaltung der Szene, in der der Tod von Dagoberts Vater dargestellt wird, ließ er sich vom Ende des Films Ein Gespenst auf Freiersfüßen inspirieren.

## Veröffentlichung
Die Geschichten wurden von 1992 bis 1994 in Skandinavien erstmals veröffentlicht, ab August 1992 im Anders And & Co in Dänemark und ab Oktober im Donald Duck & Co in Norwegen. In Frankreich sind die zwölf Anfangsepisoden im Picsou Magazine von März 1994 bis Februar 1996 und nochmals 2002 bis 2003 veröffentlicht worden, danach jeweils alle Kapitel in einem Band gesammelt. Ab April 1994 erschienen die Geschichten in den USA einzeln im Magazin Uncle Scrooge, bis auf Kapitel 8A. Ab Juli 1995 erschien die Serie im Zio Paperone in Italien und ab November 1996 in Spanien im Magazin Ole Disney.
2003 kam die Geschichte auch in Brasilien unter dem Titel 40 Anos from Revista Tio Patinhas heraus.
Die deutsche Erstveröffentlichung der zwölf Hauptkapitel erfolgte 1993 bis 1995 in Fortsetzungen in der Micky Maus, gefolgt von einem Nachdruck in sechs Alben. Die Reihe wurde nach dem Erscheinen der Hauptkapitel als Onkel Dagobert, von Don Rosa fortgesetzt, in der auch die weiteren Zusatzkapitel erschienen sind, darunter Das Geheimnis des Glückszehners und Verschwörung der Gauner als Band 0 der Reihe.
Die Bände 0 bis 6 erschienen 1997 auch als limitierte und nummerierte Ausgabe in einem Schuber mit signiertem Kunstdruck.
2003 folgte eine Neuausgabe mit 456 Seiten in einem Band, der außerdem sechs Zusatzkapitel, ausführliche Vorworte von Don Rosa zu jedem Kapitel sowie eine um drei Seiten erweiterte Fassung des letzten Kapitels enthält. Von diesem Band erschien auch eine limitierte signierte Ausgabe (999 Exemplare) als Hardcover, die aufgrund von weit über 1000 Vorbestellungen bei Erscheinen bereits vergriffen war.
Mittlerweile werden Exemplare dieser signierten Ausgabe für enorm hohe Preise bei Ebay und auf Tauschbörsen gehandelt (bis zu 180 €). Zudem gibt es noch 99 sogenannte Künstlerexemplare mit einer K-Nummer. Diese waren nicht für den Verkauf bestimmt, jedoch haben schon ein oder zwei Exemplare den Weg zu Ebay gefunden, was von Fans scharf kritisiert wurde.
Die 2008 als gebundenes Buch erschienene zweite Auflage dieses Sammelbands enthält neben den Hauptkapiteln und den sechs bereits in der ersten Auflage veröffentlichten Zusatzkapiteln zwei weitere Zusatzkapitel von Don Rosa. Zudem wurden neue Begleittexte zu den einzelnen Geschichten von Don Rosa verfasst und das Layout komplett verändert. Die Begleittexte sind zudem nicht mehr als Vorwort, sondern als Nachwort konzipiert. Das Buch erscheint 2020 mittlerweile in neunter Auflage.
Am 14. Februar 2023 gab Don Rosa in seiner Facebook-Gruppe bekannt, dass Kapitel 11 von Sein Leben, seine Milliarden sowie die Bonusgeschichte Lebensträume von Disney zurückgezogen wurde wegen Disneys „Engagements für Vielfalt und Inklusion“; der Grund ist der Auftritt von Bombie the Zombie, der rassistische Klischees bedient.

### Sammelband
- Onkel Dagobert – Sein Leben, seine Milliarden. Ehapa Comic Collection, Köln 2003, ISBN 3-7704-0389-4
  - Neue Auflage 2011: Onkel Dagobert – Sein Leben, seine Milliarden / Die Biografie von Don Rosa. 4. Auflage, Ehapa Comic Collection, Köln, ISBN 978-3-7704-3245-5.
  - Neue Auflage 2020: Onkel Dagobert – Sein Leben, seine Milliarden. Egmont Comic Collection, Köln, ISBN 978-3-7704-4117-4.

## Rezeption
Für sein Werk erhielt Don Rosa im Jahr 1995 den Eisner Award.
Laut Stefan Sasse von roterdorn.de fußt die Geschichte auf mehreren Säulen. Dazu zählt „die stringente Geschichte, die zum ersten Mal die Entwicklung des reichsten Erpels der Welt nachvollzieht und dabei durch spannende Wendungen ebenso zu überraschen weiß“ und die zahlreichen Gegenspieler und historischen Figuren, die in der Geschichte eingeführt werden. Auch der Humor, der in „grandiosen Wortwitzen“ aufträte, wird gelobt. Die Bilder würden einen „ungeheuren und für Duck-Geschichten vollkommen ungewohnten Detailgrad“ aufweisen und in jedem Bild fänden sich noch zwei oder drei Gags.
Konrad Heidkamp von der Zeit spricht von „Erhellendem über Lust und Leid des Kapitalismus“ und sorgfältig kommentierten Abenteuern, in denen die Legende zur Wahrheit wird. Laut highlightzone.de waren Carl Barks und viele Fans zuerst nicht von Sein Leben, seine Milliarden begeistert, zumal der Stil von Don Rosa eher der von Undergroundcomics war, später habe ihm jedoch zumindest Barks verziehen. Die Geschichten würden zeigen, dass „Rosa seinem großen Vorbild in Sachen Fleiß und Recherche kaum nachsteht“.
Nach comicfanpage.de kümmert sich Don Rosa „liebevoll um seine Figuren, lässt sie sich verlieben und manche sogar sterben.“ Besonders letzteres sei besonders behutsam dargestellt. Die „sorgfältig vorbereitete Wandlung vom fröhlichen naiven Kind zum griesgrämigen Erwachsenen“ verliehen Dagobert eine „beachtliche emotionale Tiefe“. Streitpunkt könnten die Zeichnungen sein, die durch Don Rosas Stil etwas „schmutziger“ und schraffierter seien, als bei Disney üblich.
Von der D.O.N.A.L.D. wurde Don Rosa für Onkel Dagobert – Sein Leben, seine Milliarden zum Ehrenmitglied ernannt. Er habe mit dem Werk „seine genauen Kenntnisse der Geschichten von Carl Barks unter Beweis gestellt“ und „einen großartigen fiktionalen Forschungsbeitrag mit belegten Fakten über das frühe Leben von Dagobert Duck“ geliefert.
2014 vertonte der finnische Musiker Tuomas Holopainen das Werk in Zusammenarbeit mit Don Rosa. Das Album The Life and Times of Scrooge belegte neun Wochen lang Platz 1 der finnischen Charts.